# Турчинський Семен Євдокимович
Турчинський Семен Євдокимович
(1901 р., с. Вербівка на Поділлі - 1995 р., ст. Азовська).
Майстер бандур. Бандури зберігаються в Музей кобзарства Криму та Кубані при Кримському державному гуманітарному інституті. 
Зберігається бандура № 1, клепкова. Модель 1972 р. 
| Бандурист | Це незавершена стаття про бандуриста чи бандуристку. Ви можете допомогти проєкту, виправивши або дописавши її. |